# Ellipteroides (Ptilostenodes) uniplagiatus
Ellipteroides (Ptilostenodes) uniplagiatus is een tweevleugelige uit de familie steltmuggen (Limoniidae). De soort komt voor in het Oriëntaals gebied.